# Gate (Washington)
Gate è una comunità non incorporata della contea di Thurston, Washington, Stati Uniti. Gate si trova sul Black River a 2,9 miglia (4,7 km) a ovest-nord-ovest di Rochester.
La comunità fu fondata nel 1881 e pianificata nel 1890. La Northern Pacific Railway costruì un incrocio a Gate e la città si sviluppò con l'industria del legname. La comunità fu chiamata Gate a causa del nodo ferroviario, che la rese la "porta della costa" (gateway to the coast). Gran parte della città fu devastata dagli incendi nei primi anni 1900, e il declino delle segherie dell'area colpì ulteriormente l'economia di Gate. Una delle linee ferroviarie che attraversano Gate è ora un rail trail gestito dalla contea.
La Gate School, che è elencata nel National Register of Historic Places, si trova a Gate.